# Разноцветная литория
Разноцветная литория (Ranoidea raniformis) — вид лягушек из рода австралийских квакш, обитающих в юго-восточной Австралии по течению реки Муррей (штаты Виктория, Новый Южный Уэльс и Южная Австралия) и на Тасмании. Вид также был интродуцирован в Новой Зеландии.

## Описание
Вид был впервые описан в 1867 году. Это очень крупная древесная лягушка (размер до 10 см). Цвет тельца ярко-зелёный с бронзовым, при этом брюшко бледно-кремовое. Лапки зелёные с голубым. На спинке имеется ряд неглубоких неровностей. Эта лягушка близка по своему виду и строению к зелёной с Litoria aurea, но отличается наличием указанных неровностей, более коротким криком и несколько иной головой.
Её головастики также весьма велики (до 9,5 см).

## Образ жизни
Обитает повсеместно у болот, прудов и озёр, в лесах и на открытой местности, где достаточно влаги. Лягушки хорошо лазают, но часто находятся в траве и камышах. Они охотятся днем, при свете солнца, в том числе и на других лягушек, которых обнаруживают по крику. Собственный крик слышится как «кроу-орк ар-ар» и описывается словно звук, издаваемый уткой или гусем, которого душат. 

## Размножение
Сезон размножения — весна и лето. Яйца (до нескольких тысяч) размещают в рыхлых кучах. Самцы отращивают крупные черные брачные колодки на пальцах в сезон спаривания. Самки могут шипеть когда им угрожает опасность. Эти лягушки остаются в стадии головастика не менее года.

## Охранный статус
Считается, что численность вида сокращается. В некоторых районах он исчез совсем, хотя в других остаётся обычным (например на севере штата Виктория и в Южной Австралии поблизости от реки Муррей). В 1996 году виду был присвоен статус находящегося в опасности. Лягушки защищены законом, в частности, на Тасмании. При этом в Новой Зеландии, куда их завезли относительно недавно, угрозу для местных эндемиков потенциально могут представлять уже сами Litoria raniformis.

## В качестве домашнего животного
Иногда эту лягушку содержат в качестве домашнего животного. В Австралии для этого требуется разрешение.